# Tomohito Ito
Tomohito Ito, född den 30 oktober 1970, är en japansk idrottare som tog brons i baseboll vid olympiska sommarspelen 1992 i Barcelona.